# El ladrón de sueños (película de 1999)
El ladrón de sueños (en euskera Ametsen lapurra) es una película de animación española de 1999 producido por Dibulitoon Studio y dirigido por Ángel Alonso. La película es una de las primeras películas animadas españolas hecha por ordenador, la primera siendo Megasónicos, de Baleuko.

## Argumento
Nina tiene que salvar el mundo de los sueños y la fantasía.

## Reparto
| Personaje | Voz en castellano      | Voz en vasco     |
| --------- | ---------------------- | ---------------- |
| Nina      | Jaione Intsausti       | Jaione Intsausti |
| Groomo    | Fernando Mikelajauregi | Iñaki Beraetxe   |
| Bocazas   | Kiko Jauregi           | Kiko Jauregi     |
| Megan     | Peio Artetxe           | Peio Artetxe     |
| Shetta    | Ane Aseginolaza        | Ane Aseginolaza  |